# Lysyčovo
Lysyčovo (ukrajinsky Лисичово, maďarsky Rókamező) je obec v Kereckém územním společenství (hromadě)  v okrese Chust v Zakarpatské oblasti na Ukrajině. V roce 2001 zde žilo 3 186 obyvatel.

## Historie
První písemná zmínka o vsi pochází z roku 1465, kdy ves byla uvedena pod názvem Lisicza. Do Trianonské smlouvy byla ves (pod názvem Rókamező) součástí Uherska, poté (pod názvem Lisičevo) byla součástí Československé první republiky. V roce 1930 bylo ve vsi 1895 obyvatel, z toho Rusíni – 1697, Židé – 91, Češi a Slováci –- 83, Němci – 6, cizinců - 18. V obci byla rusínská škola (4 třídy) a dětská ozdravovna. Dne 23. října 1944 s příchodem Rudé armády začala nová éra historie vsi, 86 obyvatel bylo odvedeno do armády. V roce 1959 (během represí) byl rozebrán zděný řeckokatolický kostel sv. Michala z roku 1832 a kameny byly použity na stavbu školy. V roce 1999 zde byl vysvěcen nový kostel.

## Turistické zajímavosti
- Funkční vodní kovárna „Hamora“
- Kostel svatého Jana Pavla II. (2017)
- Kostel svatého archanděla Michaela (1927)
- Kostel svatého archanděla Michaela (1999)
- Pramen minerální vody Trosna
- Řeka Lysyčanka
- Hora Sova – 561,6 m
- Horský průsmyk Přislip – 937,6 m
- Jezero Repynne
- Hora Kuk – 1361 m

## Galerie

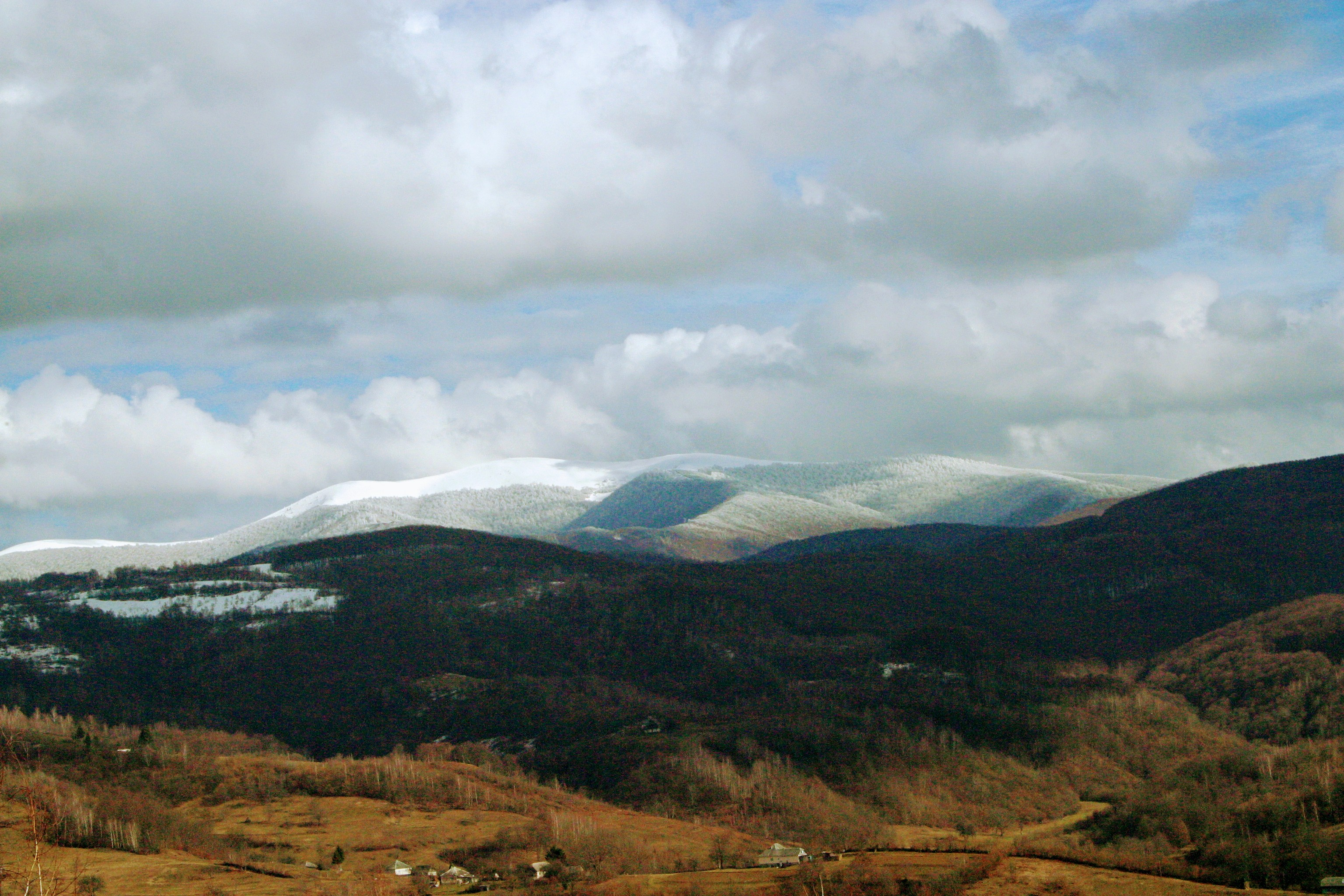
Pohled z hory Sova na horu Kuk
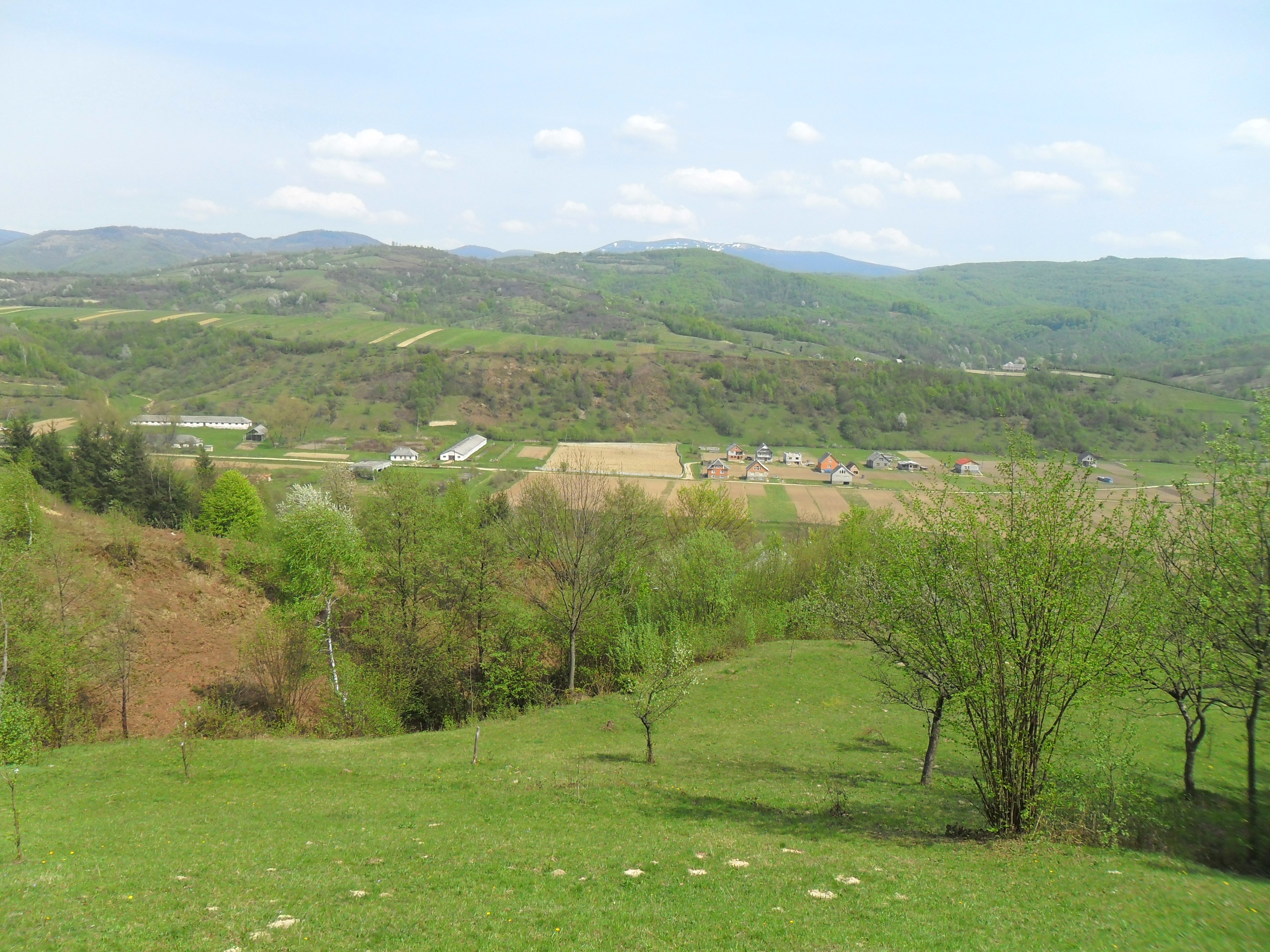
Pohled z lokality Borsučiň
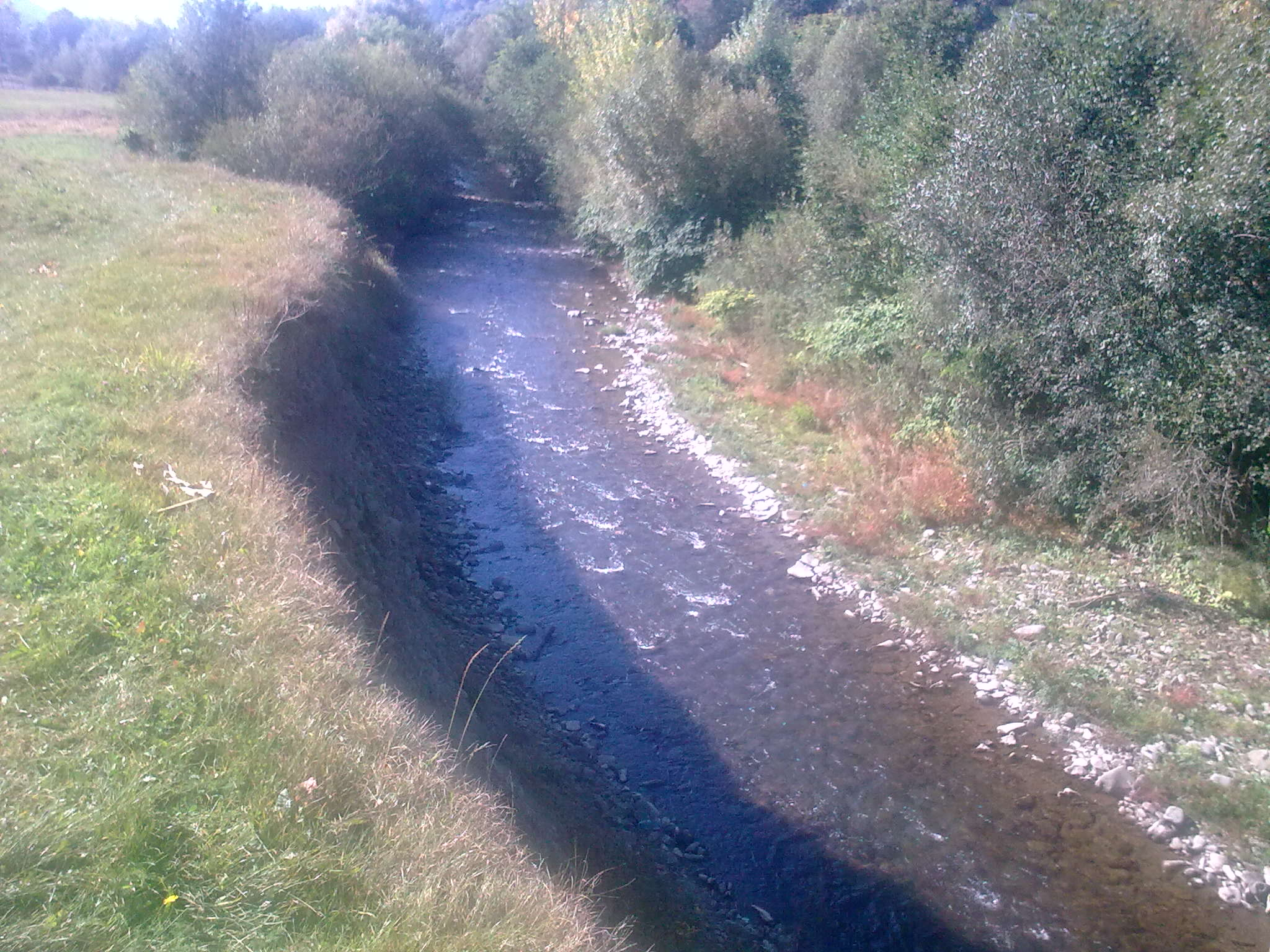
Řeka Lysyčanka
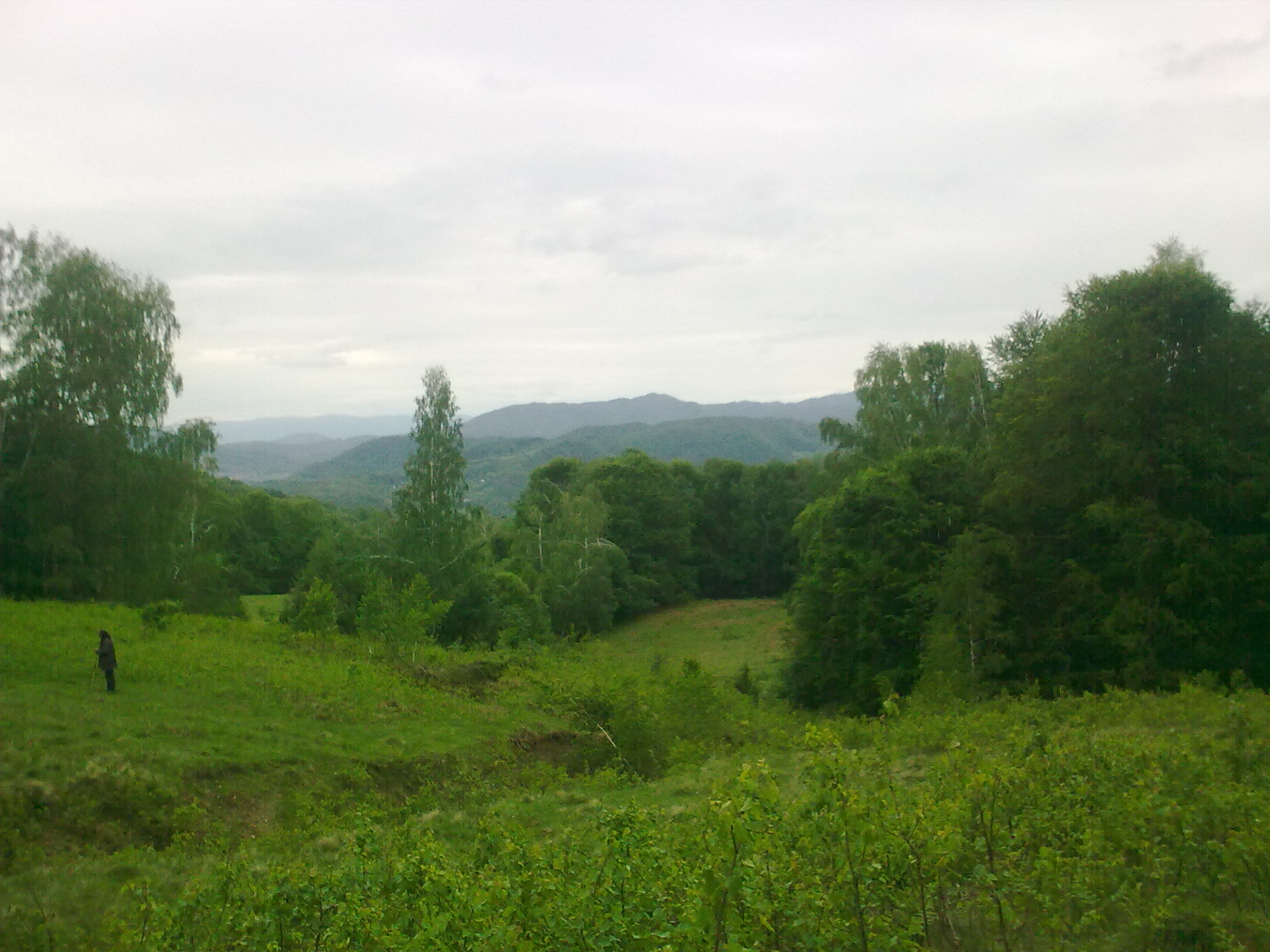
Lokalita Křeslo
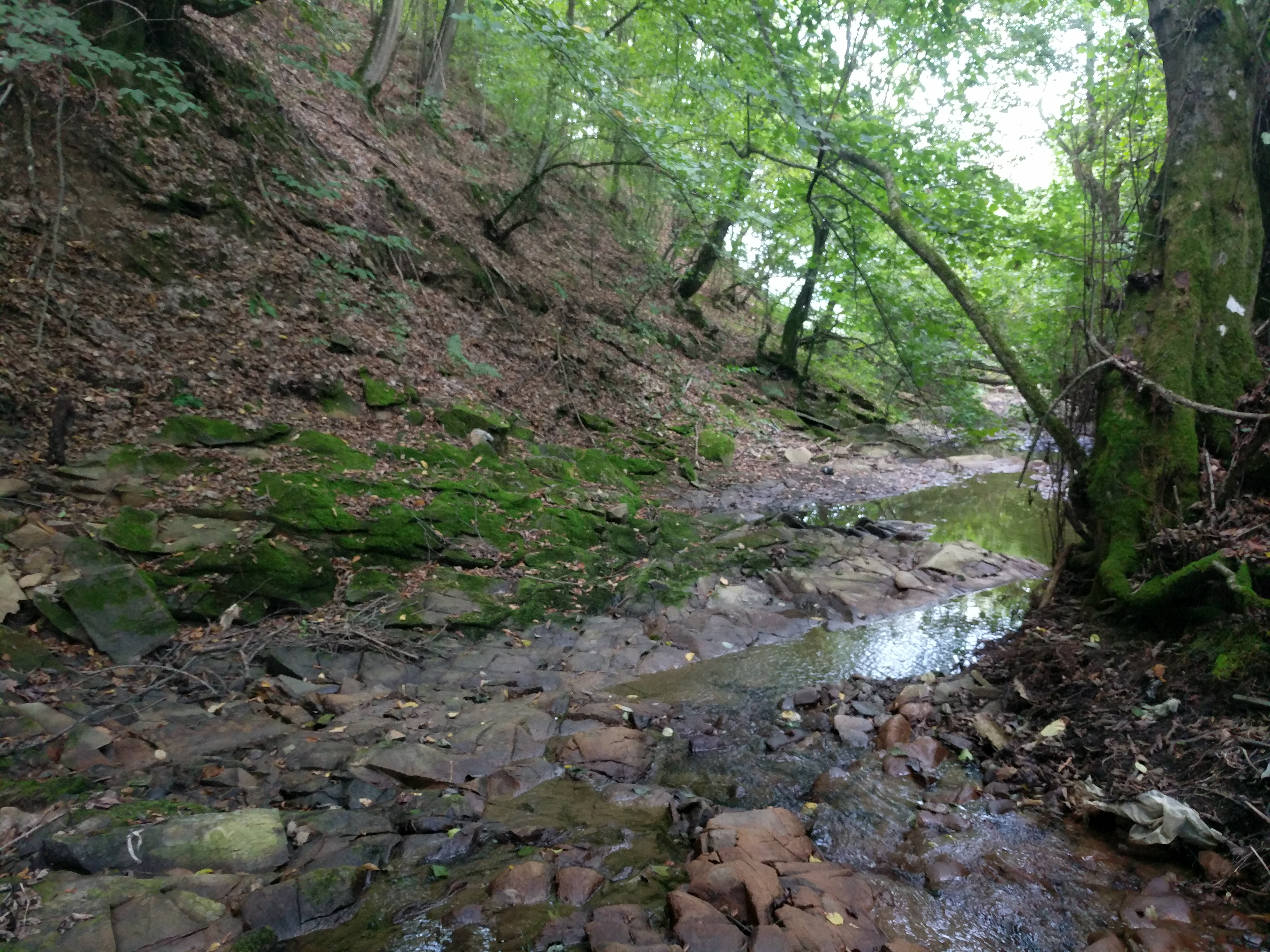
Řeka Lysyckyj
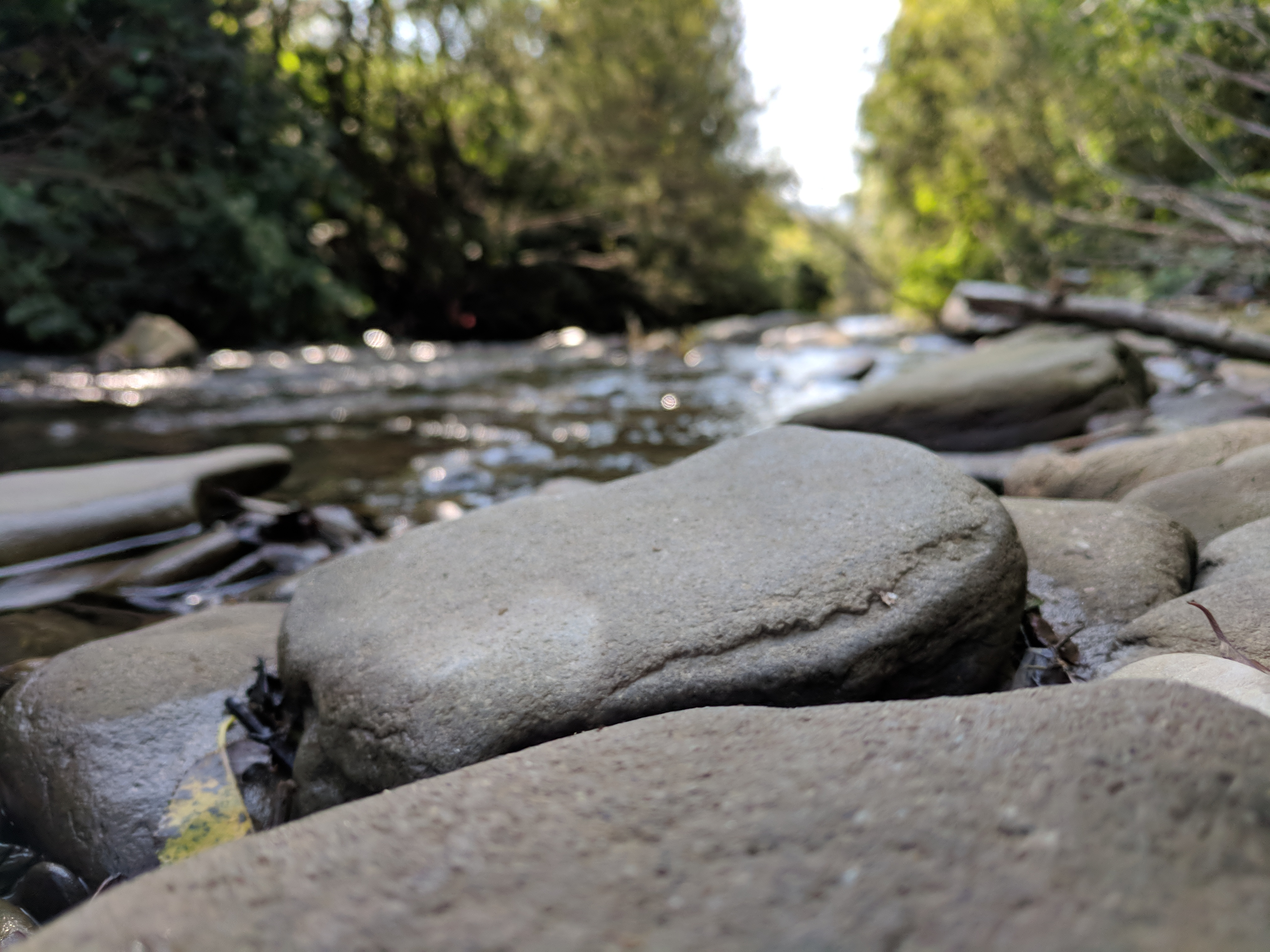
Reliéf řeky Lysyčanky

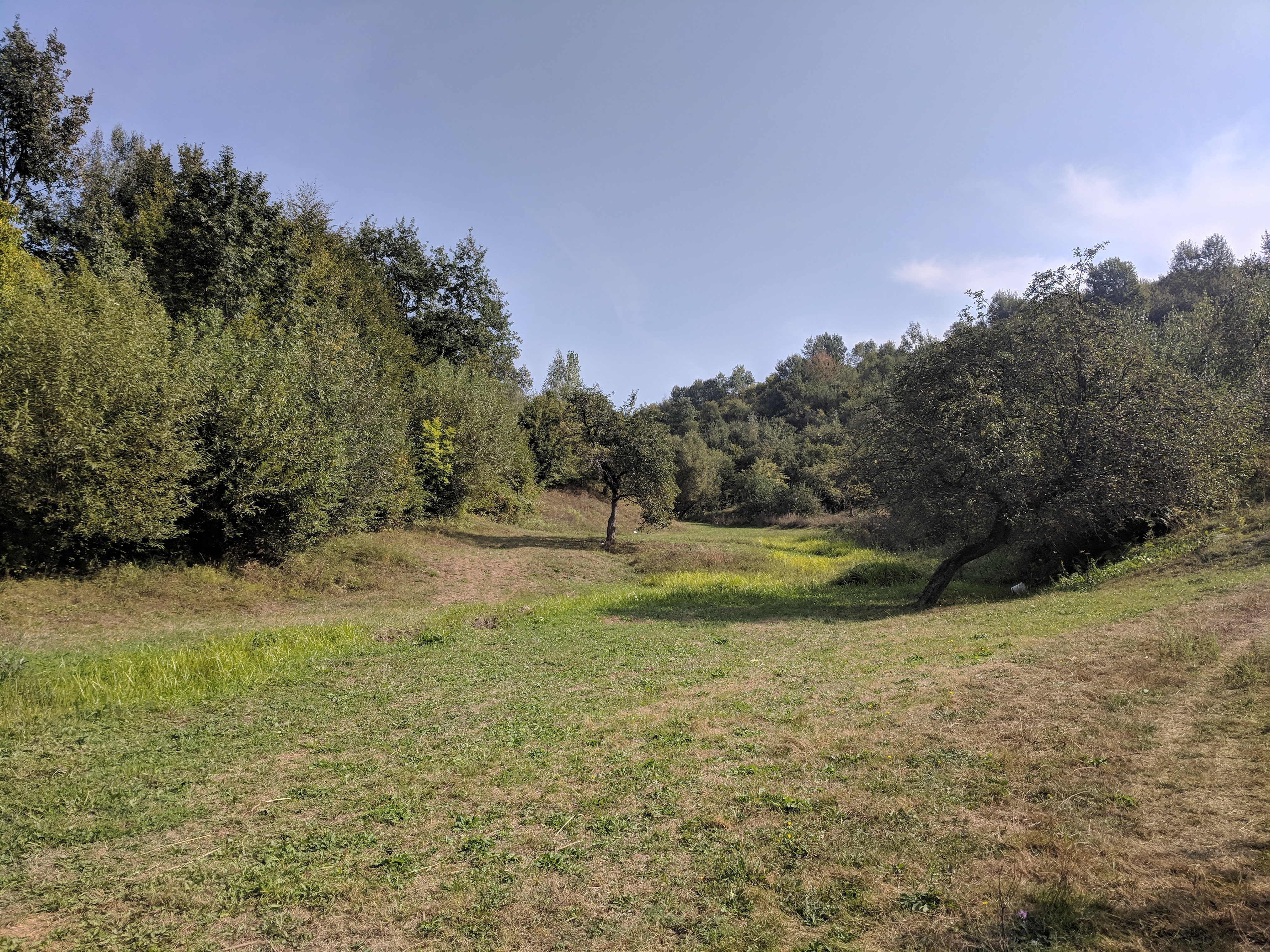
Třepetystij
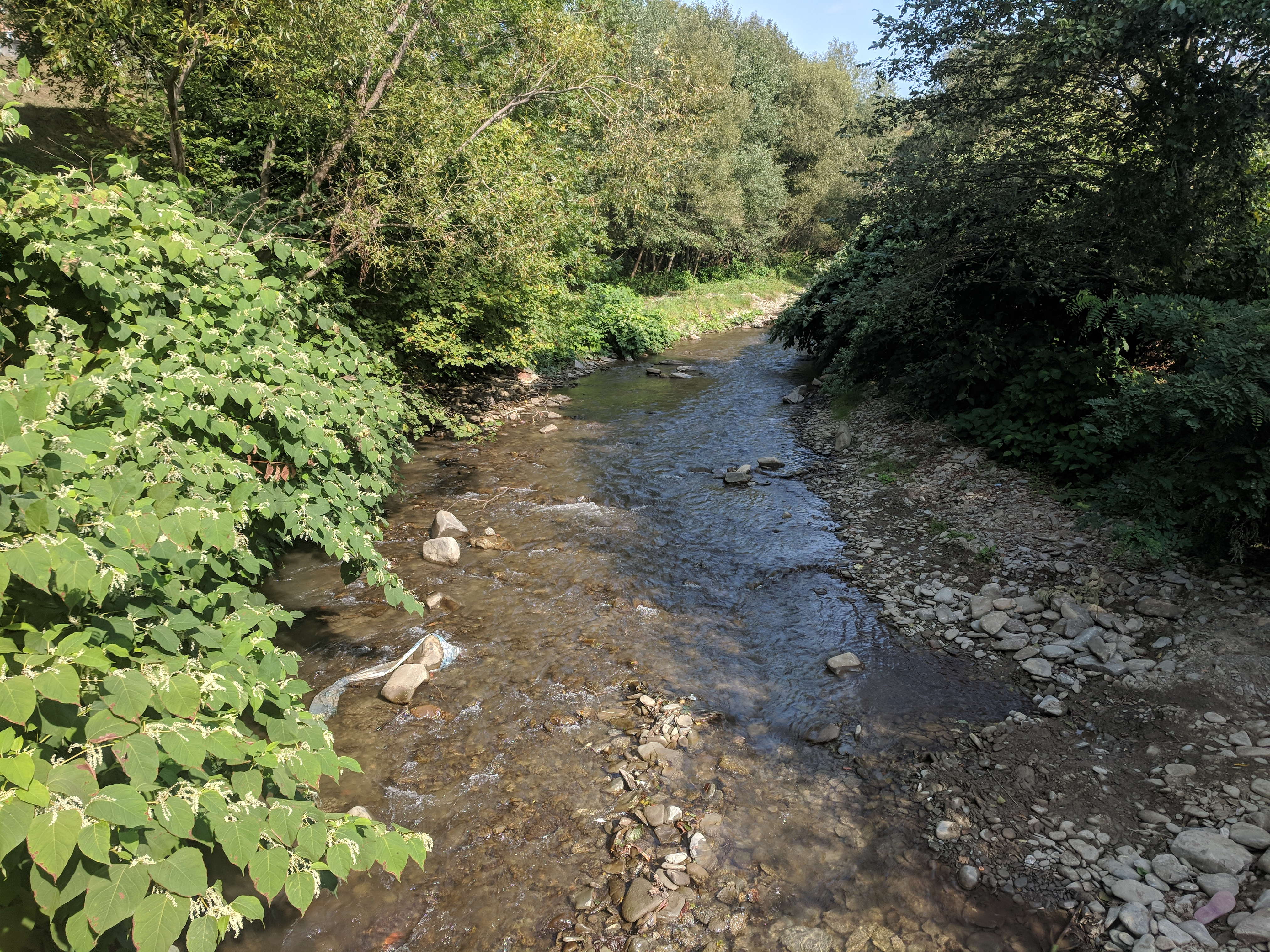
Lysyčanka
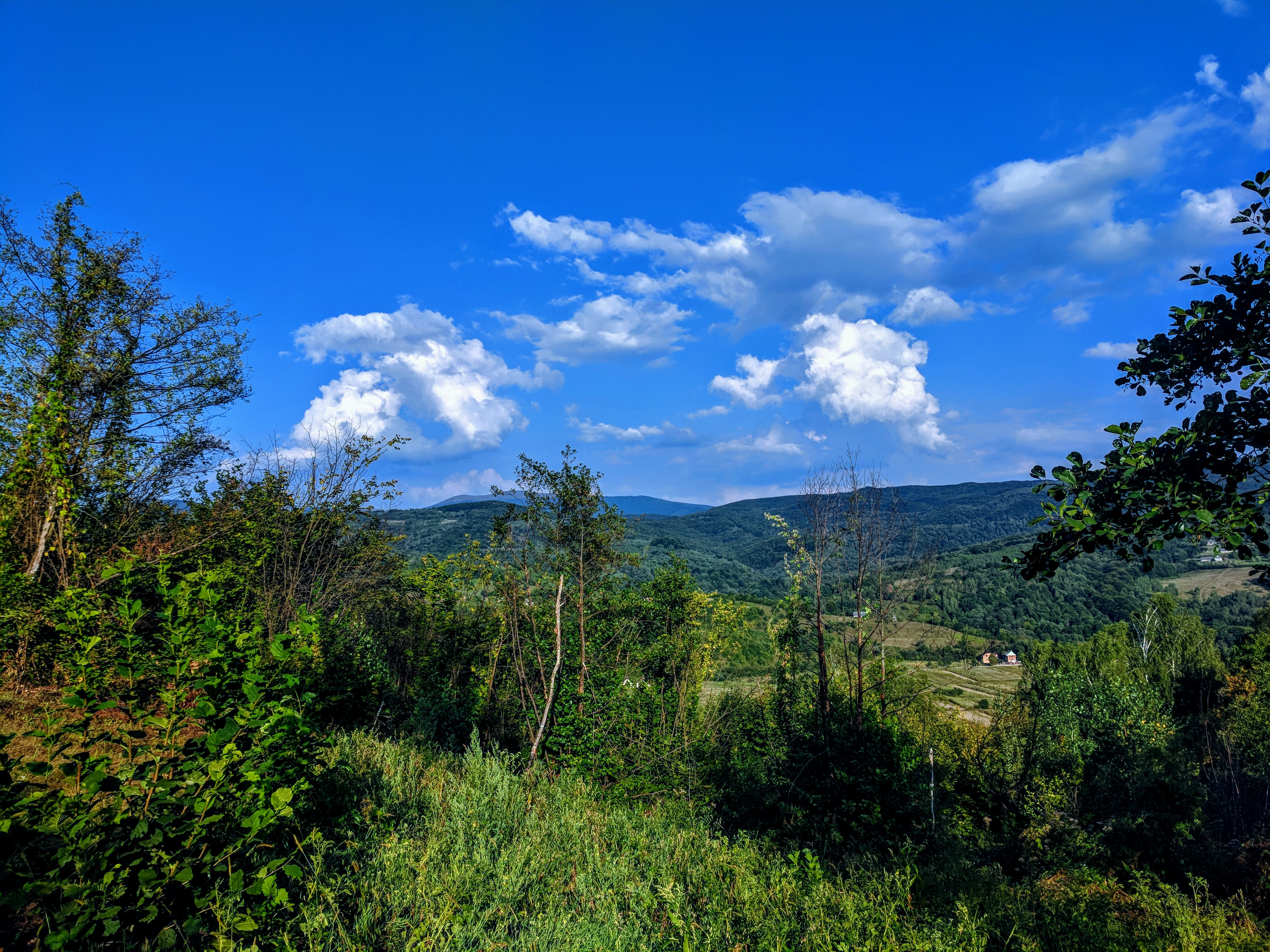
Pohled z lokality Dilok
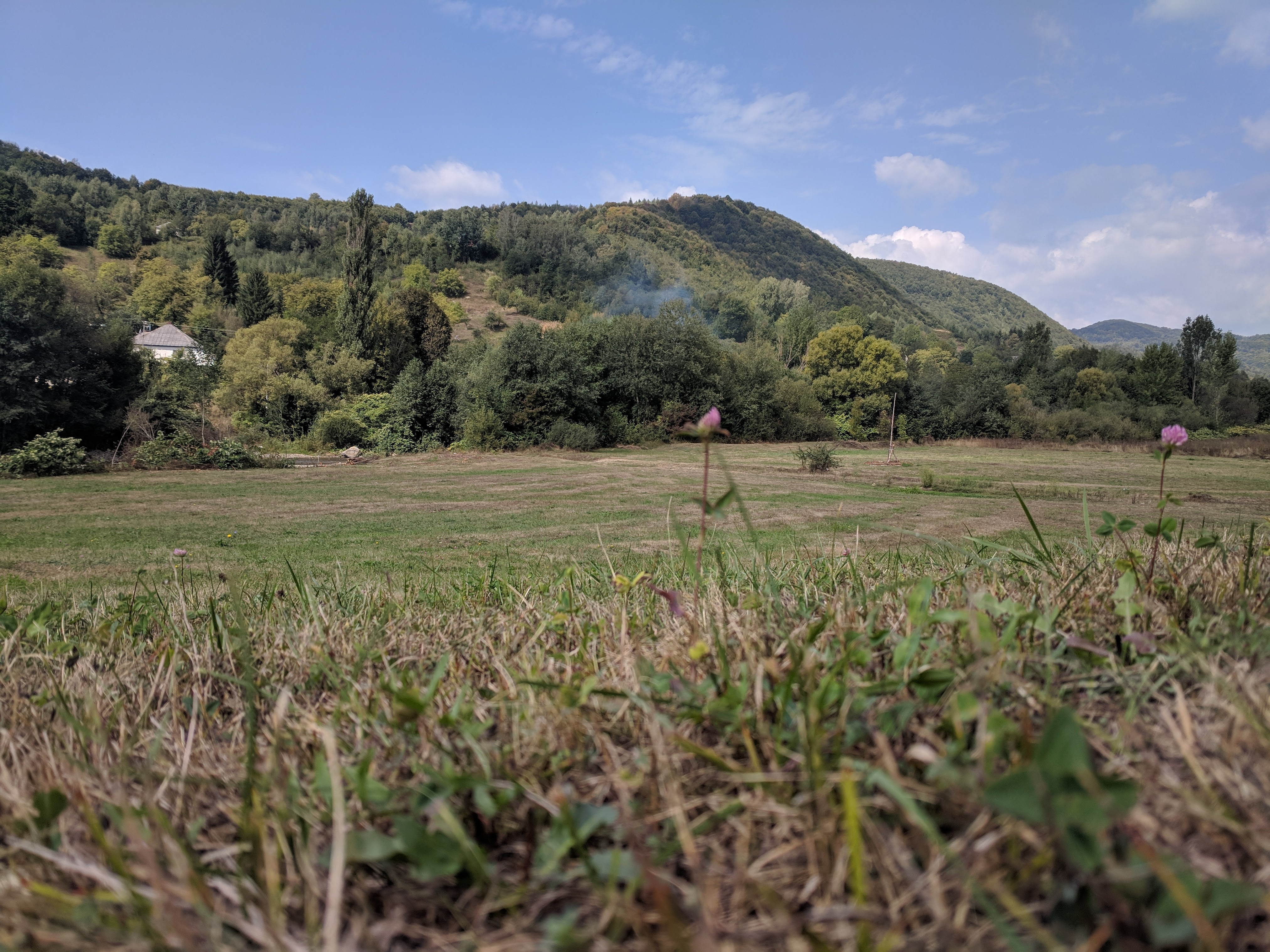
Pohled na horu Sova
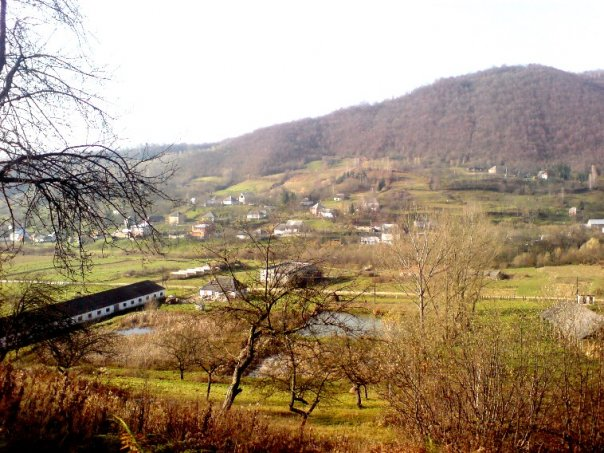
Danicja
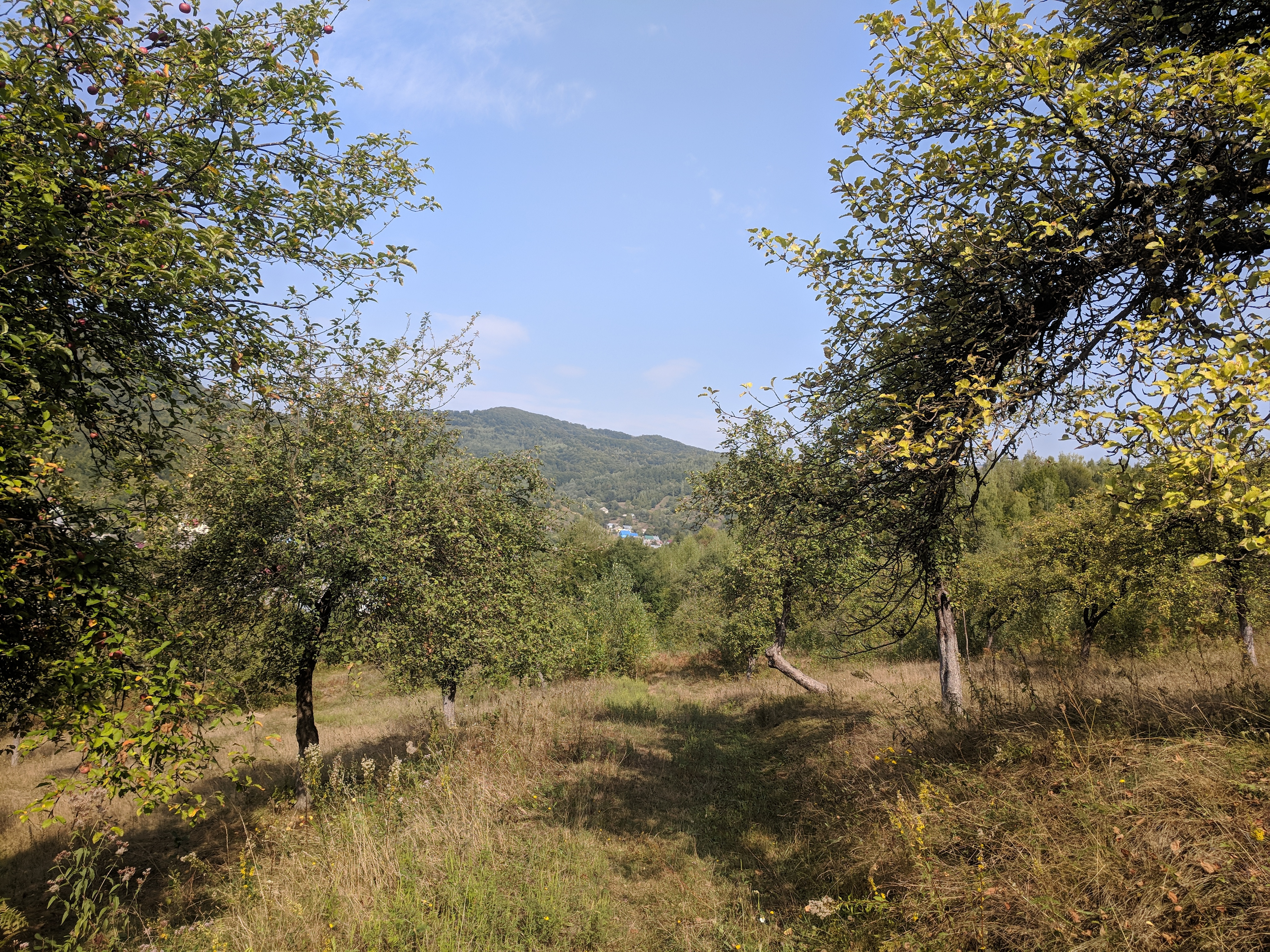
Jabloňový sad v Třepetystém

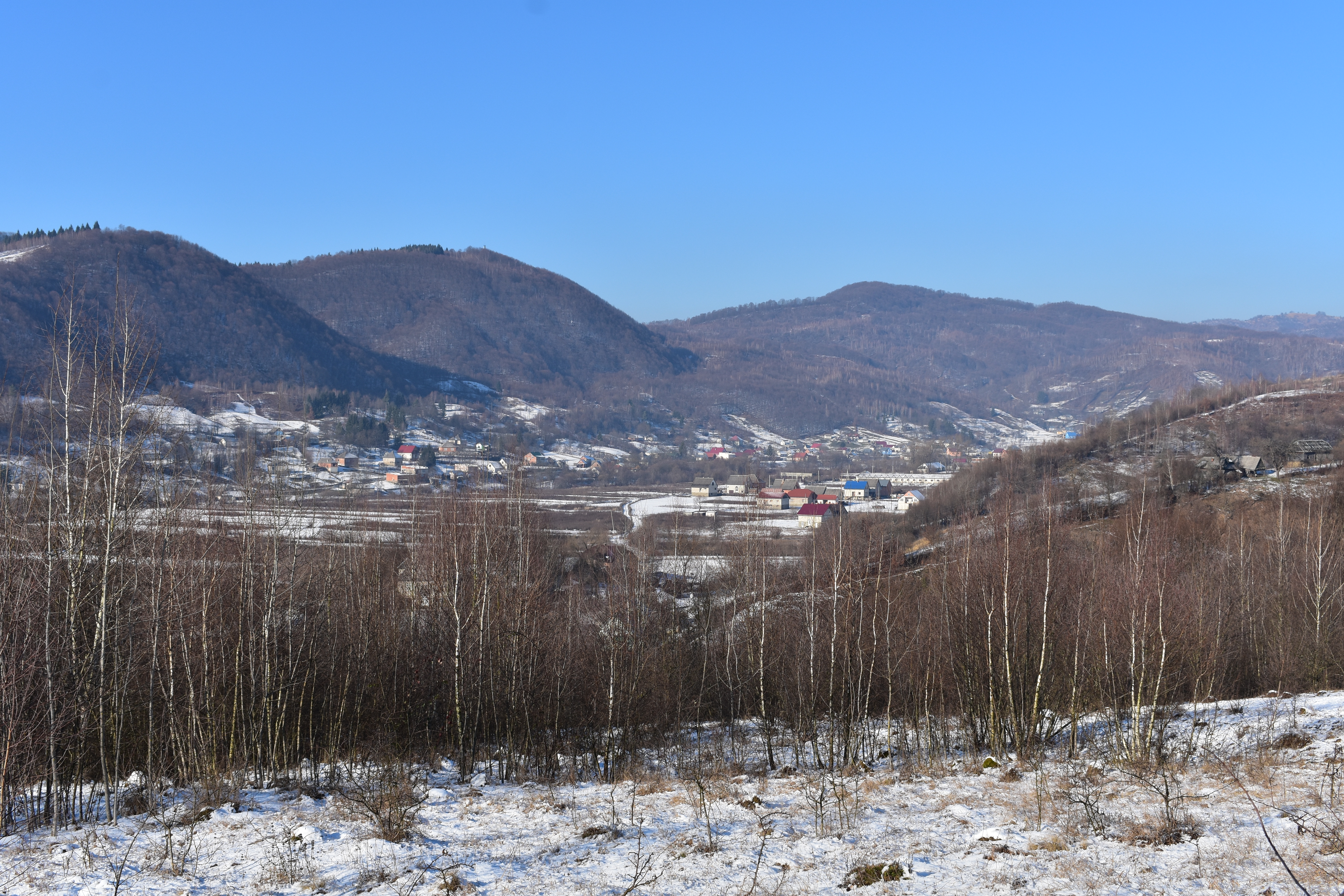
Pohled na Lysyčevo
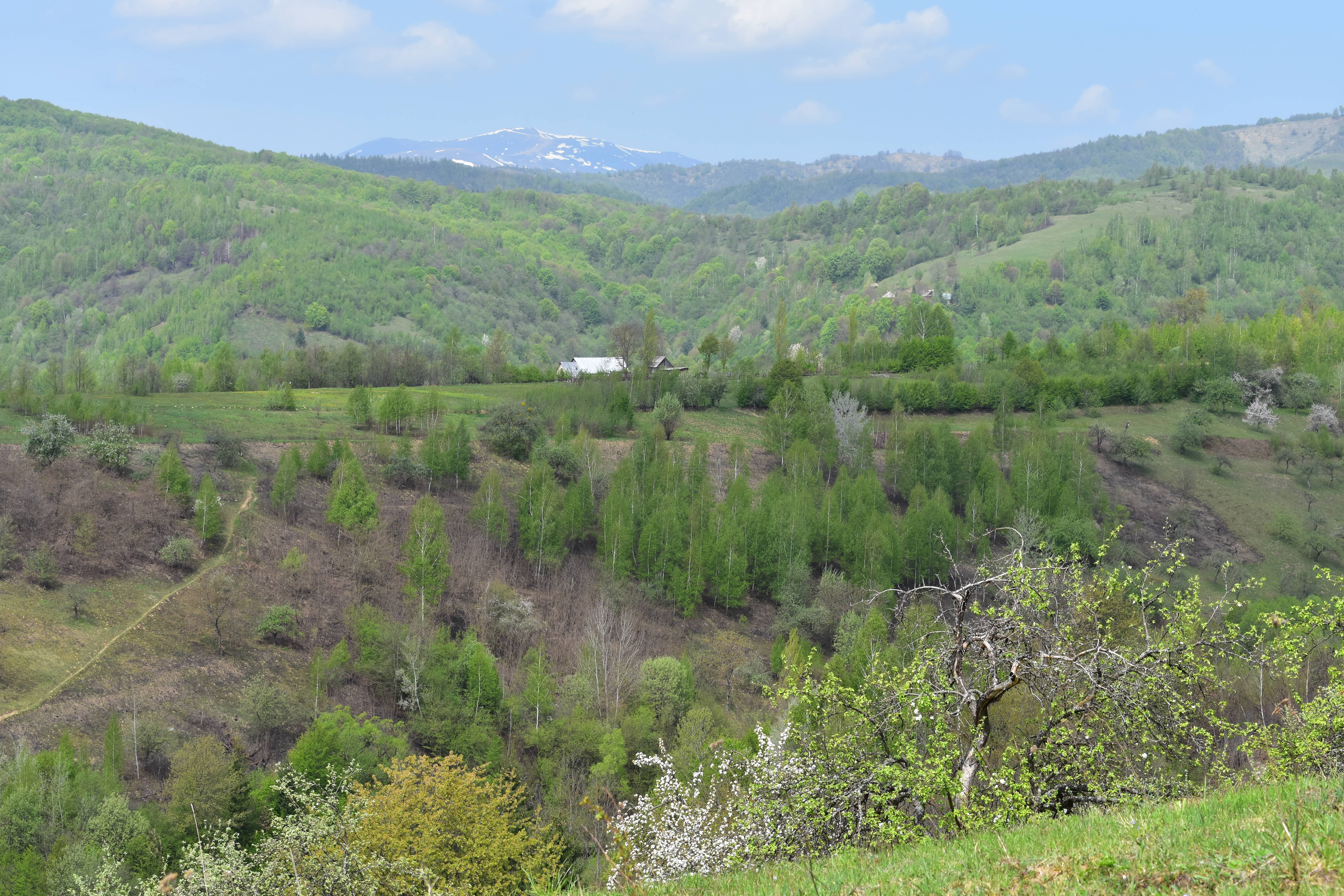
Pohled na horu Stij
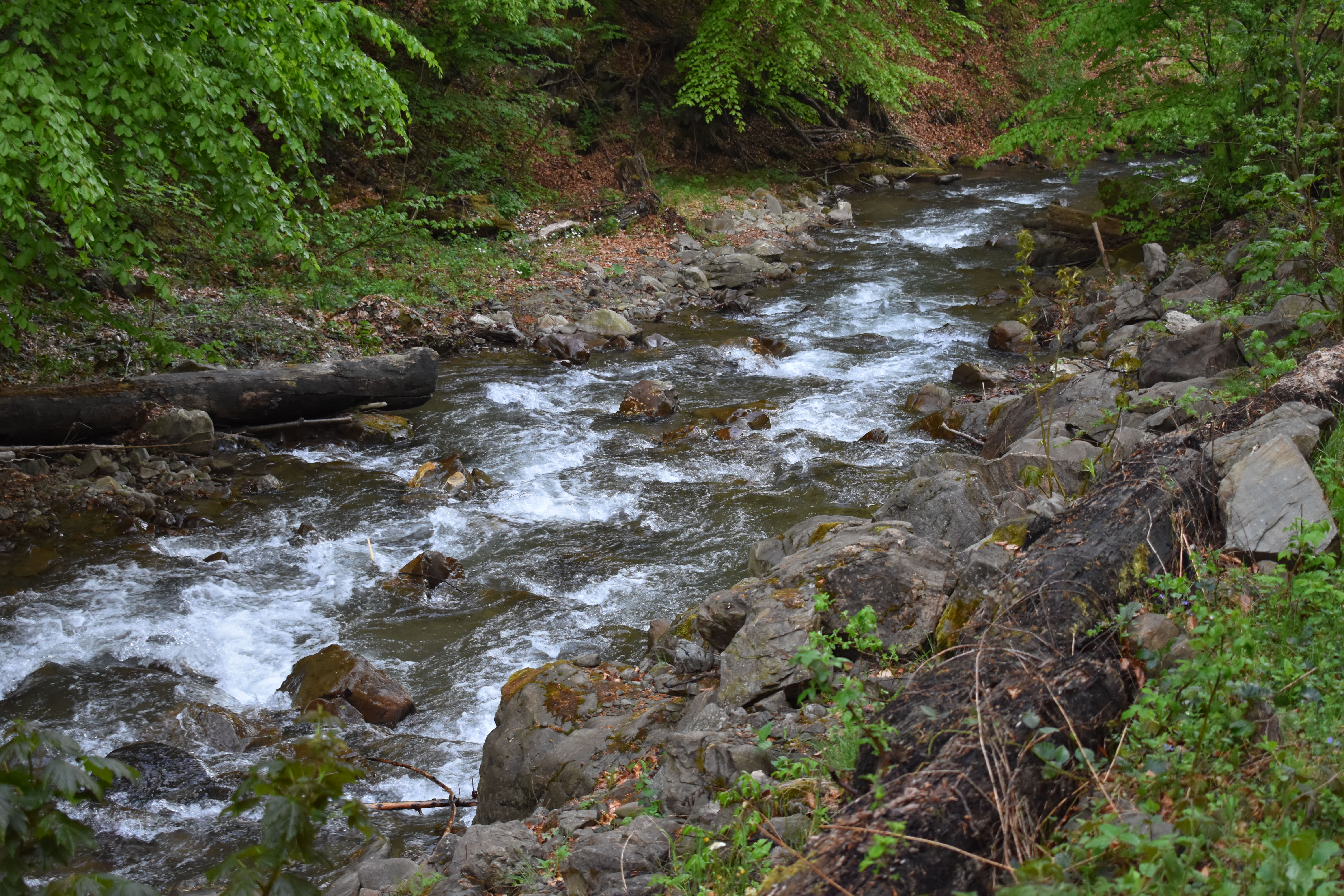
Řeka Vaśkova v severní části vesnice
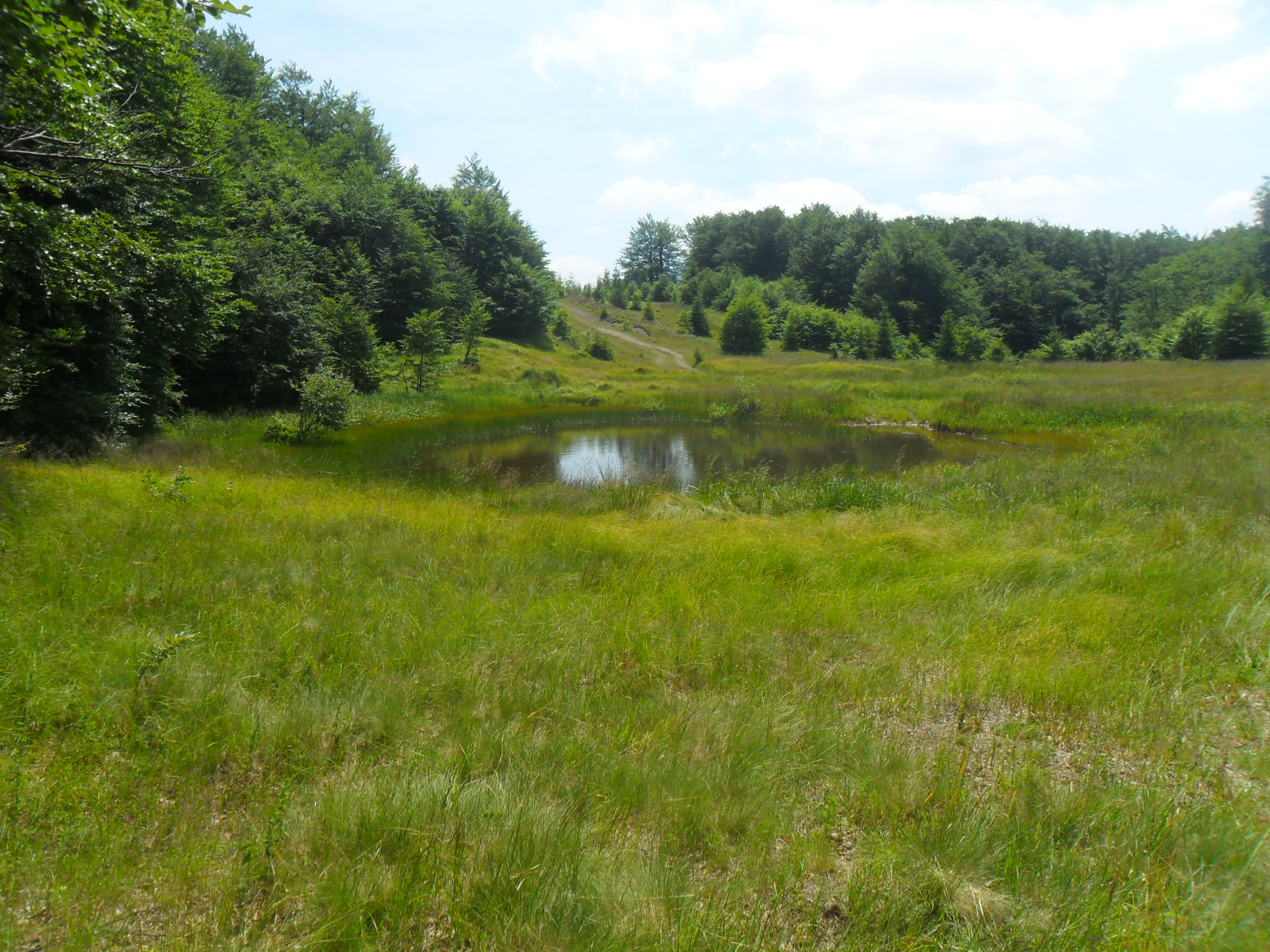
Jezero Repynne
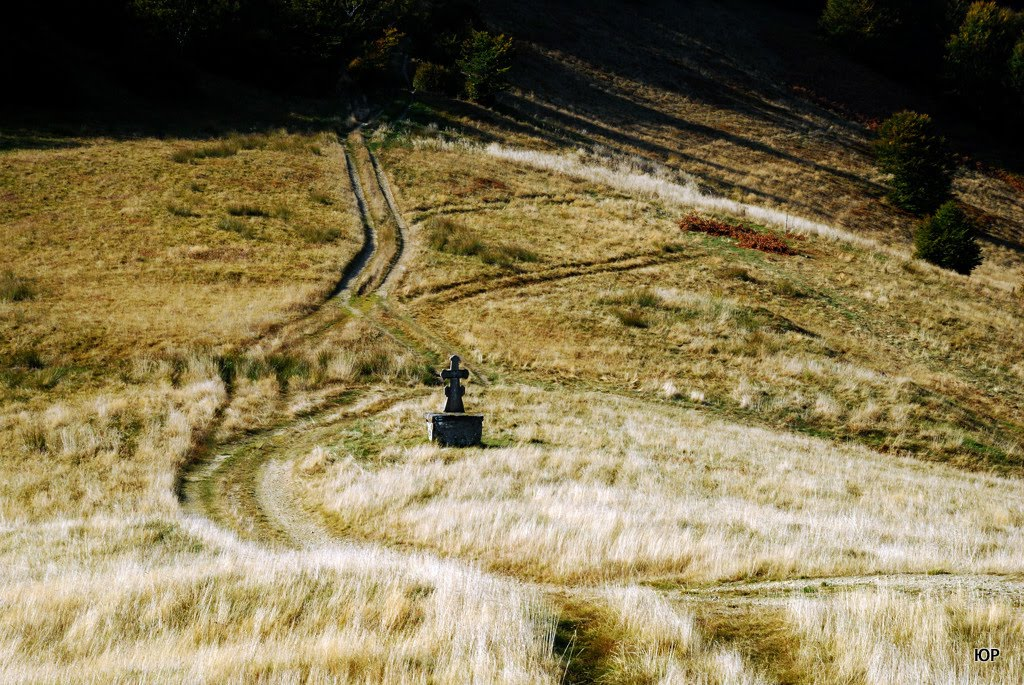
Horský průsmyk Přislip